# 少女病
少女病，是日本知名的同人音樂團體。

## 概要
少女病為日本同人音樂團體，活躍在同人音樂領域。以同人音樂專輯《Exodus Fake/ever since SoundTrack》出現在C67（第67屆Comiket）上。從C67開始，每屆Comiket都會發售新的同人音樂專輯。專輯開始模仿Sound Horizon風格，以此為分界開始製作講述幻想故事的組曲般的「物語音樂」。此後陸續發售的「物語音樂」專輯，在樂曲製作和後期處理方面逐步趨向成熟，形成獨特的。從開始，少女病轉型成為商業團體，並繼續以每年兩張的速度推出自己的音樂作品。
且預計在2022年2月釋出最後一張專輯後停止活動。

## 主要參加的成員
- 中惠光城/Mitsuki（Vocal〉
- /Lico（Vocal）
- （作曲‧編曲）
- RD-Sounds（作曲・編曲）
- （吉他）
- （電貝斯）
- （提琴）
- （提琴）
- （爵士鼓）
- （爵士鼓）
- （爵士鼓）
- （母帶處理）
- Noko（插畫）
- （插畫）
- lunatic joker（標誌設計）
- 田辺トシノ（貝斯）
- 黒夜葬 （作曲・編曲・吉他）

作詞以「少女病」名義。

## 作品

### 同人作品
- 2007年8月17日發售／GIRL-1001／11曲收錄
- Vocal：Lico、Mitsuki
- Voices：澤城美雪、中原麻衣、小野大輔、佐々木加奈、Mitsuki

- 2007年12月31日發售／GIRL-1002／3曲收錄
- Vocal：Mitsuki　Chorus：Mitsuki、Lico
- Voices：平野綾

- 2008年8月16日發售／GIRL-1003／11曲收錄
- Vocal：Mitsuki、Lico
- Voices：茅原實里、加藤英美里、神谷浩史

- 2008年12月29日發售／GIRL-1004／3曲收錄
- Vocal：Mitsuki、Lico
- Voices：田中理惠

- 2009年8月15日發售／GIRL-1005／10曲收錄
- Vocal：Mitsuki、Lico
- Voices：名塚佳織、吉野裕行

- 2009年／12月30日發售／GIRL-1006／3曲收錄
- Vocal：Mitsuki、Lico
- Voices：澤城美雪

- 2010年8月14日發售／GIRL-1007／10曲收錄
- Vocal：Mitsuki、Lico
- Voices：丹下櫻、子安武人、Mitsuki

- 2010年8月14日發售／GIRL-2001／8曲收錄
- Vocal：Mitsuki
- Voices：無

- 2011年8月13日發售／GIRL-1008／10曲收錄
- Vocal：Mitsuki、Lico
- Voices：悠木碧、戸松遙、Mitsuki

- 2011年12月31日發售／GIRL-2002／8曲收錄
- Vocal：Mitsuki
- Voices：無

- 2012年8月11日發售／GIRL-1009／9曲收錄
- Vocal：Mitsuki、Lico
- Voices：小倉唯、竹達彩奈、Mitsuki

- 2013年8月12日發售／GIRL-1010／3曲收錄
- Vocal：Mitsuki，Lico
- Voices:梶裕貴、中恵光城

- 2022年6月26日发售／GIRL-1011／10曲收录
- Vocal：Mitsuki、Lico
- Voices：沢城みゆき、花澤香菜、ゆかな、阿澄佳奈、茅野愛衣、中恵光城

### 單曲
|     | 發售日         | 標題     | 規格編號   |
| --- | -------------- | -------- | ---------- |
| 1st | 2009年12月23日 |          | LACM-4681  |
| 2nd | 2011年5月25日  | metaphor | LACM-4805  |
| 3rd | 2012年4月11日  | unleash  | LACM-4913  |
| 4th | 2016年7月6日   |          | LACM-14499 |

### 音樂專輯
|            | 發售日        | 標題 | 規格編號   | 規格編號   |
| 初回限定盤 | 發售日        | 標題 | 通常盤     |            |
| ---------- | ------------- | ---- | ---------- | ---------- |
| 1st        | 2010年12月8日 |      | LACA-35071 | LACA-15071 |
| 2nd        | 2015年8月5日  |      |            | LACA-15504 |

- 2011年3月2日、品番LASA-5058
- 電視動畫《刀語》第2話ED
  - Refulgence

### Live DVD&Blue-ray
- 品番LABX-8007~8008(Blue-ray),LABM-7079~7080(DVD)
- 2011年4月27日發售

### 合輯作品
※同人作品與發售。
- 2008年發售，9曲收錄
- Vocal：KOKOMI（Asriel）、ゴム、紫月菜乃、茶太、野宮あゆみ、ビートまりお、星名優子、めらみぽっぷ、ゆいこ、留桜良姫

- 2009年8月15日發售，8曲收錄
- Vocal：KOKOMI（Asriel）、ゴム、茶太、野宮あゆみ、ビートまりお、星名優子、miko、めらみぽっぷ、やなぎなぎ、yuiko

- C67發佈，11曲收錄、同人ゲーム「Fake/ever since」サウンドトラック

- C69發佈，11曲收錄、同人ゲーム「CLANN」サウンド・トラック

- C70發佈，8曲收錄、I'VE RESPECT ARRANGE VOCAL ALBUM第1彈

- C70發佈，8曲收錄、I'VE RESPECT ARRANGE VOCAL ALBUM第2彈

- C71發佈，9曲收錄、I'VE RESPECT ARRANGE VOCAL ALBUM第3彈

- C72發佈，從前作「admiration」「reverence」中選出了12曲，另加4曲，共16曲收錄，2枚組。

## 同人遊戲
「Fake/ever since」
- C67發佈，《Fate/stay night》的二次創作

「CLANN」
- C68配布，《CLANNAD》的二次創作

## 外部連結
- オフィシャルサイト
- ランティス特設サイト （页面存档备份，存于）